# Huddersfield
Huddersfield is een plaats in het bestuurlijke gebied Kirklees, in het Engelse graafschap West Yorkshire. De plaats telt 146.234 inwoners.
Huddersfield is een universiteitsstad en bekend door haar textielindustrie en de Choral Society. Het is ook de plaats waar de Rugby League werd opgericht. De stad heeft 146.234 inwoners, waarvan ongeveer 80% autochtonen. De allochtonen komen vooral uit de Caraïben, Afrika en Oost-Europa.  

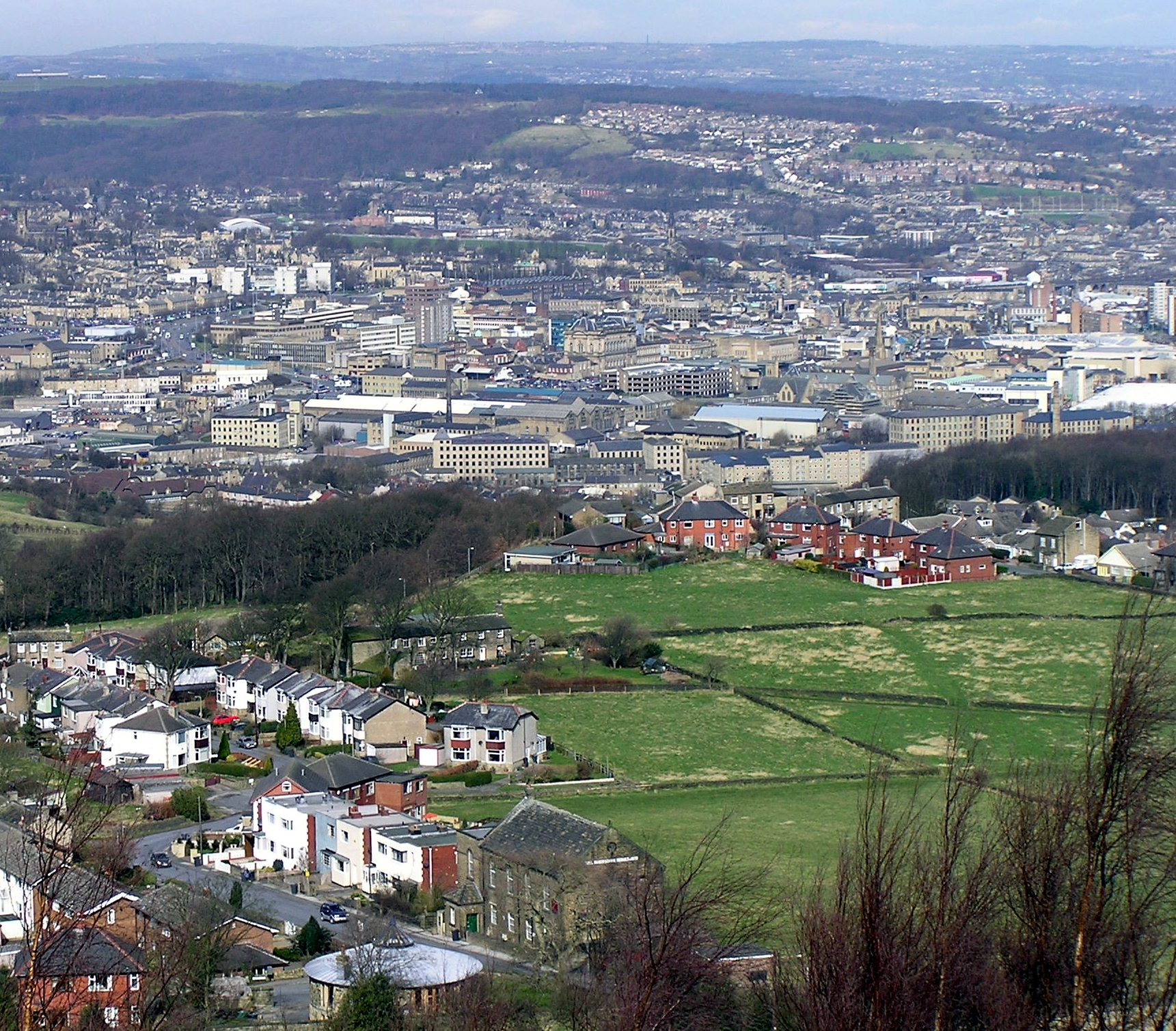
Huddersfield
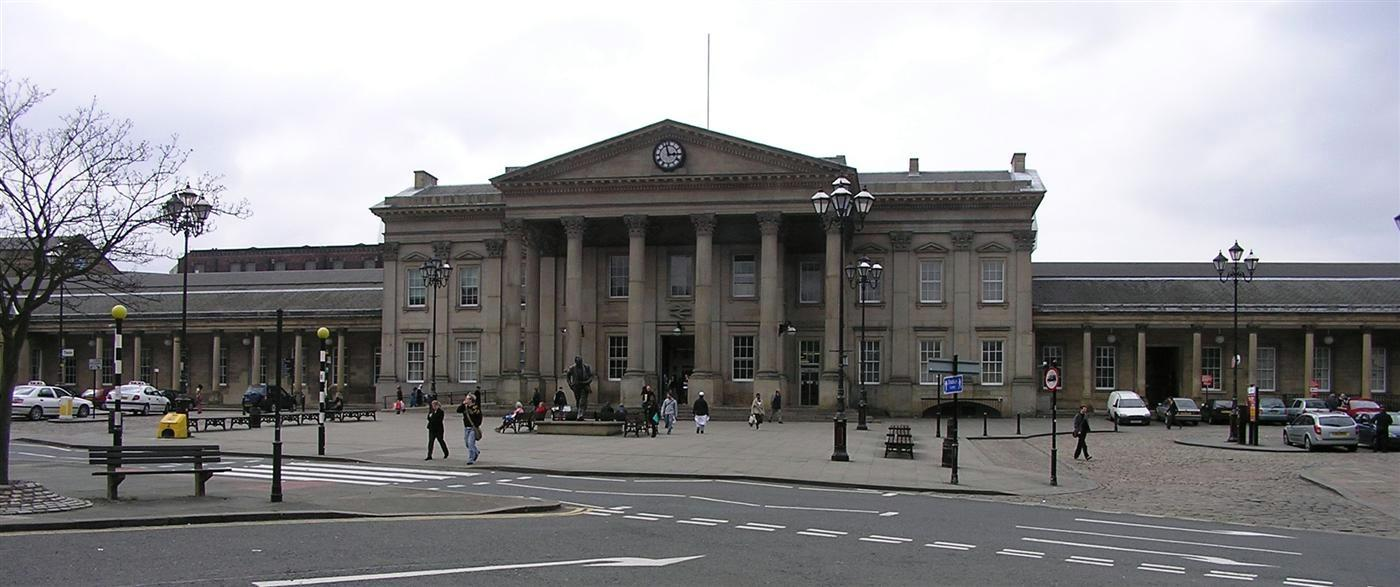
Station van Huddersfield
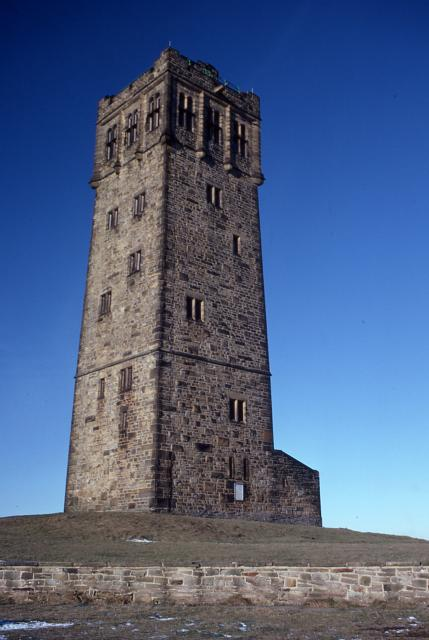
Victoria Tower
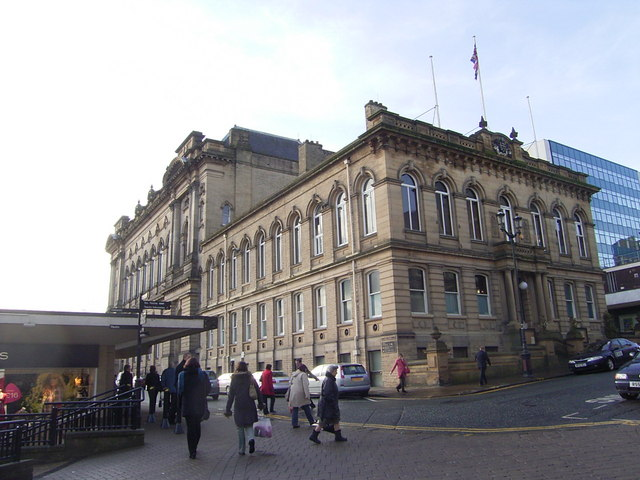
Gemeentehuis en concertgebouw
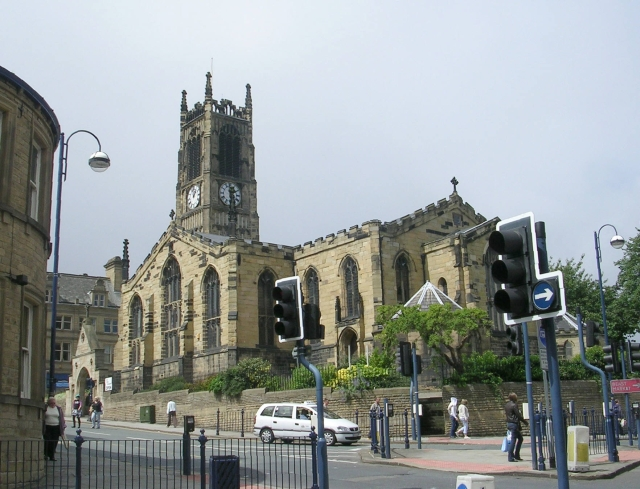
Parochiekerk van Huddersfield

## Sport
De voetbalclub Huddersfield Town FC speelt sinds seizoen 2024-2025 in de League one het 3e niveau in Engeland, en werd tussen 1924 en 1926 3 keer op rij landskampioen. De club speelt haar wedstrijden in het John Smith's Stadium.
Huddersfield was speelstad bij het WK rugby van 1999.

## Stadsdelen
- Almondbury
- Bradley
- Lindley
- Longwood

## Bekende inwoners

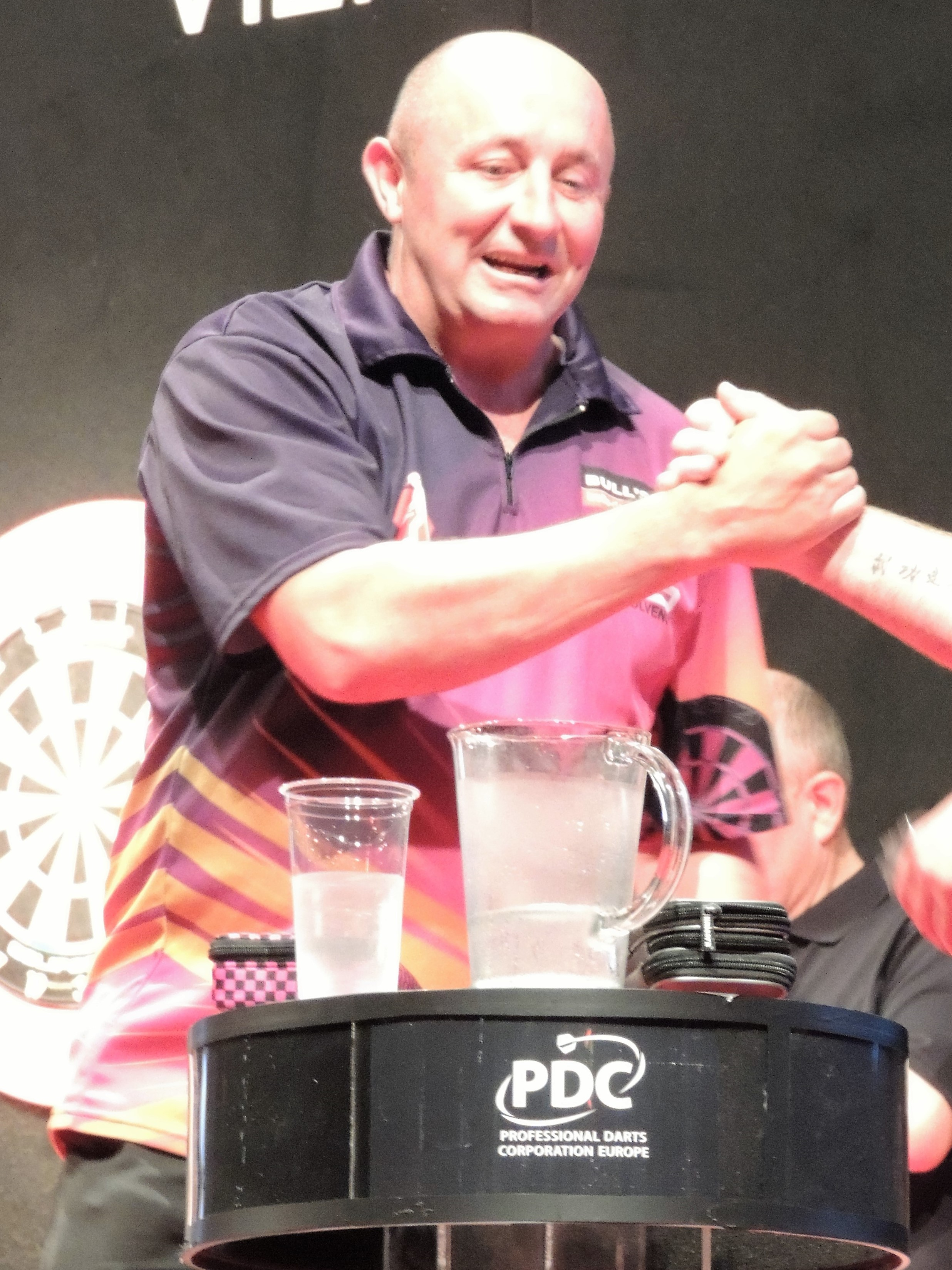
James Wilson

### Geboren
- James Mason (1909-1984), acteur
- Harold Wilson (1916-1995), politicus
- Gorden Kaye (1941-2017), acteur
- Billy Currie (1950), muzikant
- John Whitaker (1955), springruiter
- Tony Galvin (1956), voetballer
- Simon Charlton (1971), voetballer
- Joanna Christie (1982), zangeres en actrice
- Jodie Whittaker (1982), actrice
- Andrew Madley (1983), voetbalscheidsrechter
- Cameron Jerome (1986), voetballer
- Fraizer Campbell (1987), voetballer
- Alex Smithies (1990), voetballer
- Mason Hollyman (2000), wielrenner
- Jahmai Simpson-Pusey (2005), voetballer

### Woonachtig
- James Wilson, darter[1]